# Bernd Lahl
Bernd Lahl (* 20. Oktober 1940 in Annaberg) ist ein deutscher Geologe und Sachbuchautor.

## Leben
An eine Häuerausbildung und einem Praktikum beim VEB Geologische Forschung und Erkundung in Freiberg schloss Lahl ein Studium der Geologie an der Bergingenieurschule „Georgius Agricola“ in Zwickau an, das er als Ingenieur abschloss. Beim Rat des Bezirkes Karl-Marx-Stadt war er von 1966 bis 1990 als wissenschaftlicher Mitarbeiter im Sektor Lagerstättenwirtschaft der Abteilung Geologie beschäftigt. In dieser Zeit war er mit der Altbergbauforschung für die Staatsplanthemen „Diamant-Synthese“ und „Neue keramische Rohstoffe“ betraut. Ab 1991 bis zum Erreichen seines Ruhestandes 2002 war als selbständiger Unternehmer (Geschäftsführer und Gesellschafter zweier Kiessandtagebaue) tätig. Er lebt in Chemnitz.
Lahl beschäftigt sich seit den 1970er Jahren vor allem mit der Bergbaugeschichte seiner Heimatstadt Annaberg und veröffentlichte mehrere Bücher zur Geschichte des Bergbaus, zur Geologie und zur bergmännischen Kultur des Erzgebirges. Den Schwerpunkt seiner Forschungen stellen bergmännische Gebräuche dar.

## Ehrungen
Mit seiner Broschüre über die Bergkirche St. Marien in Annaberg-Buchholz erreichte er 2012 den 3. Platz des Sächsischen Landespreises für Heimatforschung. Seine 2014 im Chemnitzer Verlag publizierte Biografie Barbara Uthmanns wurde 2015 mit dem Kammweg-Literaturpreis in der Kategorie Sachbuch ausgezeichnet. Wegen seiner „Verdienste um die Bergbau- und Heimatforschung im Raum Annaberg“ ernannte ihn die Stadt Annaberg-Buchholz am 2. Advent 2016 zum „Ehrenbergmann des Besucherbergwerkes Im Gößner“.

## Schriften
- Gemeindeverwaltung Frohnau (Hrsg.): Frohnau an der Silberstraße. Kugler, Freiberg 1992.
- Bericht über das Erbbereiten am 12. Mai 1740 bei St. Johannis in Bärenstein, im Annaberger Revier. In: Schriftenreihe Akten und Berichte vom sächsischen Bergbau. Nr. 12. Jens Kugler, Kleinvoigtsberg (Sachsen) 1998.
- 5 Jahre Besucherbergwerk „Im Gößner“: 1995–2000. Begleitheft zur Fachtagung am 25. August 2000 in der Gaststätte „Zum Thürmer“, Annaberg. In: Arbeitskreis „Annaberg-Buchholzer Heimatforscher“ am Haus des Gastes „Erzhammer“ (Hrsg.): Streifzüge durch die Geschichte des oberen Erzgebirges. Nr. 43. Kulturamt, Annaberg-Buchholz 2000.
- Mettenschichten im Erzgebirge. Geschichte, Berichte, Geschichten. 1. Auflage. Druck- und Verlags-Gesellschaft, Marienberg 2001, ISBN 3-931770-35-4.
- mit Rudolf Daenecke: Der Markus-Semmler-Stolln und der Schneeberg-Schlemaer Bergbau. Hrsg.: Sächsischer Bergbauverein Weißer Hirsch e.V., Bernd Lahl. Druck- und Verlags-Gesellschaft, Marienberg 2003, ISBN 3-931770-50-8.
- mit Jens Kugler, Eva Prase und Klaus Walther: Alles kommt vom Bergwerk her. das große Buch vom Bergbau im Erzgebirge. Hrsg.: Matthias Zwarg. Chemnitzer Verlag, Chemnitz 2005, ISBN 3-937025-13-8.
- Ev.-Luth. Kirchenvorstand der Kirchgemeinde St. Annen (Hrsg.): Die Bergkirche St. Marien in Annaberg-Buchholz. Geschichte, Bergpredigten, bergmännische Bräuche. Annaberg-Buchholz 2005.
- mit Wolfgang Lorenz: Bericht über eine Reise in das Erzgebirge aus dem Jahre 1557. In: Schriftenreihe Akten und Berichte vom sächsischen Bergbau. Nr. 51. Jens Kugler, Kleinvoigtsberg (Sachsen) 2008.
- Königliche Topase vom Schneckenstein. Chemnitzer Verlag, Chemnitz 2012, ISBN 978-3-937025-85-8.
- Die Geschichte des Weihnachtsstollens. Chemnitzer Verlag, Chemnitz 2012, ISBN 978-3-937025-73-5.
- Barbara Uthmann. Ihr Leben, ihre Stadt und ihre Zeit. Chemnitzer Verlag, Chemnitz 2014, ISBN 978-3-944509-10-5.
- Bergmannsweihnacht. Mettenschichten, Lichterengel, Pyramiden… Chemnitzer Verlag, Chemnitz 2019, ISBN 978-3-944509-66-2.